# 勇者刑に処す 懲罰勇者9004隊刑務記録
『勇者刑に処す 懲罰勇者9004隊刑務記録』（ゆうしゃけいにしょす ちょうばつゆうしゃきゅうまるまるよんたいけいむきろく）はロケット商会による日本のライトノベル作品。イラストはめふぃすとが担当している。略称は「勇者刑」。カクヨムにて2020年10月から連載が開始され、書籍版が電撃の新文芸（KADOKAWA）より2021年9月から刊行されている。
2021年9月にYouTubeの「電撃文庫チャンネル」にて中村悠一と楠木ともりがキャラクターを演じるスペシャルPVが、2022年1月に特設サイトが公開された。
メディアミックスとして、2022年3月から電撃コミック レグルス（KADOKAWA）にてコミカライズが連載中。またスタジオKAIによるテレビアニメが2026年1月より放送予定。

## あらすじ
勇者刑とは、死よりも重い刑罰である。彼らは魔王に対する戦場の最前線で、たとえ死んでも蘇生され、戦い続けなければならない。
《女神殺し》の大罪を起こした聖騎士団長、ザイロ・フォルバーツは身分を剥奪され、勇者刑に処されてしまう。勇者たちは皆並外れた能力を持ちながら、一人で千件を超える盗みを働いたコソ泥、王城をサーカスに売ろうとした詐欺師、自分を国王と思い込んだテロリストや、一度も任務を達成できなかった暗殺者など、性格の破綻した犯罪者の集まりであった。ザイロは劣悪な環境下で、彼らと共に死が前提かのような任務を命じられることになる。
そんな中、ある任務中に勇者の一人が手癖で棺を盗んできてしまう。棺の中に入っていたのは存在を秘匿された《女神》テオリッタだった。
「敵を殲滅した暁には、この私を褒め讃え、そして頭を撫でなさい」
ザイロは再び《女神》と契約を結び、魔王との苛烈な戦いに巻き込まれていくことになる。

## 登場人物
声の項は特記がない限りテレビアニメの声優。

### 主要人物
ザイロ・フォルバーツ
声 - 阿座上洋平 / 中村悠一（スペシャルPV）
本作の主人公で勇者。かつては聖騎士団長として活躍していたが、不可解な指令により自身の聖騎士団を全滅させてしまった上、契約を結んだ《女神》セネルヴァを手にかけなければならなかった。前例のない《女神殺し》を犯した大罪人として勇者刑に処される。キヴィアの率いる聖騎士団を救出するためにテオリッタと契約を結んだ。
全身に刻まれた聖印を利用して、驚異的な跳躍や投擲したナイフを爆発させることが可能。部隊では前線での戦闘と作戦の立案や指揮を担当する。
器が小さいと思われると腹が立つという理由で、かえって献身的な活動をしてしまうことがある難儀な性格。荒っぽい振る舞いが多く、ドッタやベネティムからは暴力の化身のように思われている。趣味は読書で、特に詩集を好む。本作は基本的に彼の視点で描かれている。
テオリッタ
声 - 飯塚麻結 / 楠木ともり（スペシャルPV）
ザイロと契約する《剣の女神》。軍部への輸送中にドッタに盗まれたことで起動してしまった。ザイロを一目見て騎士と認識し、契約を結ぶこととなる。ドッタに盗難された経緯についても「運命」として好意的に受け止めている。聖剣や魔剣などを異界から召喚する能力を持つ。
ザイロを「我が騎士」と呼び、まっすぐな信頼を向ける。《女神》として人に褒められることを何よりも好み、人々のために自己犠牲的な振る舞いを見せることもある。滑らかな金の髪と雪のような白い肌で、ザイロに「ちょっと怖いくらいの美少女」と形容される外見。《女神》の特性として、髪の先から火花が飛ぶ。
ドッタ・ルズラス
声 - 堀江瞬
勇者。一人で千件を超える窃盗事件を起こし「深刻な国家への反逆」として勇者刑に処された。非常に臆病な性格で、相手の気配に敏感。加えて泥棒稼業のおかげで夜目が聞くため、斥候やスポッターのような仕事を任されることが多い。兵站としても非凡な活躍を見せるが、見境のない窃盗癖がトラブルを持ち込むことも多い。物語開始時点では棺をうっかり盗んでしまい、テオリッタとザイロが出会うきっかけとなった。
ベネティム・レオプール
声 - 土岐隼一
勇者。過去に王城をサーカス団に売り飛ばしかけた詐欺師の政治犯。勇者たちの取りまとめ役として形式上の指揮官をやっているが、実際に指揮ができるわけではなく、ザイロに一任している。その場しのぎの嘘を吐くことに非常に長けているだけでそれ以外のことはほとんどできないのだが、王国刑務官たちには『どこか頼りなく、普段は役に立たないが、なぜか犯罪者どもから慕われている切れ者』と思われている。日常的に嘘をついているからか、自分の考えていることがよくわからなくなっている。タツヤの世話役を担う。
懲罰部隊の活躍を描く上で、部隊の指揮官が詐欺師だったら面白いと考えたロケット商会はベネティムを本作に登場するキャラクターの中で最も早く誕生させた。当初の構想では頭の良い優秀なキャラクターになる予定だったが、「こいつなら何とかしてくれる」といった安心感は取り除きたいと考えた結果、現状の無能な詐欺師キャラとなった。
パトーシェ・キヴィア
声 - 石上静香
第十三聖騎士団団長。テオリッタの輸送任務を担っていたが、ドッタにテオリッタを盗まれてしまった。正義感が強く真面目な性格。勇者たちを敵対視し、特に《女神殺し》であるザイロに警戒の目を向けるが、行動を共にするうちに認識が変わっていく。鋭い目つきをした黒髪の女性。絵が下手。
ノルガユ・センリッジ
声 - 上田燿司
勇者。自分を連合王国の国王だと思い込んでいる。王城に対して大規模なテロを起こし、多大な死傷者を出したとして勇者刑に処された。聖印調律の天才で、部隊では工兵を担う。聖印調律自体の腕も超一流。賢人ホルドーの最後の弟子であり、神殿の学士会に名の残る人物だった。
タツヤ
声 - 松岡禎丞
勇者。部隊において、もっとも古くから戦っている勇者。本名はおろか、どうして勇者になったのかもわからない謎多き人物。命令には従うが蘇生を繰り返した結果自我や思考力を失っており、意味のある言葉を話すことはない。非常に高い白兵戦闘能力を持ち、ザイロには最強の歩兵と形容される。錆びた兜をかぶっており、失われた後頭部から中身が出ないようにしている。かつて異世界から《女神》に召喚されたといわれている。
ツァーヴ
声 - 福島潤
勇者。幼いころから暗殺教団に育てられたエリート暗殺者だが、いつも標的に感情移入してしまい任務を達成したことがなかった。標的の代わりに無関係の人間を殺して持ち帰っていたことで教団から追放され、勇者刑に処される。明るく陽気な性格で、非常に饒舌。人間と石を同一に捉えた発言をするなど、価値観が常人から逸脱している。ザイロを「兄貴」と呼ぶ。凄腕の狙撃手であることに加え、暗殺者としての経験から接近戦にも対応できる。
ライノー
勇者。唯一の志願勇者で、ガタイの良い男性。砲兵として異常な才覚を持つ。穏やかな物腰で、説教する神官のような口調で綺麗事のような目的を口にするが、どこか胡散臭い。
ジェイス・パーチラクト
勇者。ドラゴンの解放を求めて反乱を起こし、勇者刑に処された。部隊では相棒のニーリィに乗り部隊の中でも突出した火力を発揮するが、市街地に被害を出してしまうことも多い。槍術に長けている。ドラゴンに異常に好かれる体質であり、彼自身もドラゴンを愛している。ドッタを尊敬している。
ニーリィ
ジェイスの相棒のドラゴン。宝石のように青く輝く鱗を持っている。
フレンシィ・マスティボルト
ザイロの元婚約者で、南方の夜鬼の一族であるマスティボルト家の女性。ザイロが勇者になったことで結婚はほぼ不可能になったが、本人は今でもザイロの婚約者であると主張している。毒舌。

### その他
セネルヴァ
かつてザイロと契約していた《女神》。巨大な塔など、異界の構造体を召喚できる能力を持っていた。力を使い果たして魔王現象に侵食され、ザイロに自分を殺すよう頼んだ。
ホード・クリヴィオス
第九聖騎士団団長。南方に広大な領地を持つ貴族の家系。《女神》ペルメリィの契約者。
ペルメリィ
長い黒髪に炎の目をした《女神》。毒を召喚する能力を持つ。
シーディア
第三の《女神》。予知能力を持つ。

### 魔王
ウワバミ
魔王現象第一号。はるか西方、開拓域の山奥で発見されたとてつもない大蛇。
十一号
ザイロがセネルヴァ殺害直前に交戦していた魔王。
イブリス
十五号。第四次魔王討伐が始まったかなり初期から存在が確認されていたきわめて強力な魔王。殺しても死なない相手として有名で、各地をのそのそと動き回り、手当たり次第に食べ、破壊した。休眠期間が非常に長く、年に数回辺境を動き回るだけなので放置されてきたが、突如としてミューリッド要塞に侵攻を開始する。
オード・ゴキー
四十七号。ザイロがテオリッタと初めて交戦した魔王。家ほどもある巨大な昆虫で、聖印による攻撃を弾く特性を持っていた。
ゼワン＝ガン坑道の魔王
無数の丸太ほど太い樹木の蔓で、根本に球根のような膨らみがある。本体は地中に潜伏しており、塊からは目がのぞいた。鼓膜の奥で痛みを感じるほどの耳鳴り、人の声、悲鳴のような音を人間に感じさせ、闇に誘う。
スプリガン
五十九号。他の生物に寄生する能力を持つ。本体はねずみよりも小さく、宿主が破壊されても分離して生存できる。

### 異形（フェアリー）
フーア
カエルの異形。大人の人間ほどの体高があり、機動力に優れる。
トロール
哺乳類をベースとした異形で、二足歩行のものを指す。大きく、皮膚が装甲化していて分厚い。クヴンジ森林では両腕が異様に大きい猿のような怪物が登場した。
バーグェスト
哺乳類をベースとした異形で、四足歩行のものを指す。クヴンジ森林では象ほどもある狼が登場した。
ボガート
他脚で地中に潜む異形全般を指す。蜘蛛や昆虫型がいる。ゼワン＝ガン坑道では巨大なムカデ型が登場。
ノッカー
鉱物に侵食されたような姿の人間型異形。
カー・シー
小さな犬型の異形フェアリー全般を意味する。機動力に優れ、斥候のように本体から先行して移動し、知覚したものを魔王現象全体と共有する能力を持つ。
コシュタ・バワー
魔王化した馬。機動力と突破力があり、蹄は鉄の盾ですら踏み砕く。口には牙が生えそろっている。
カイラック
大型の異形。牛をベースにした巨大な獣で、分厚い装甲に覆われている。強靭な角は破城槌のような役目を果たす。雷杖の射撃程度では止めることができない。

## 用語

### 役職
勇者
勇者という刑に服する罪人であり、命令に逆らうと首に刻まれた聖印によって死亡する。死んでも蘇生させられて戦うことになるが、蘇生時には記憶や人間性を失うデメリットがあり、蘇生がどの程度うまくいくかは死体の状況によって変動する。死体の状態が酷かったり、そもそも回収できなかったりすると後遺症が残ることがある。9004隊に初期から在籍しているのはベネティム・ライノー・タツヤの三人で、他に在籍していたメンバーは蘇生を繰り返した結果使い物にならなくなった。
女神
太古の英知によって創造された決戦生命体。魔王現象に対抗する「何か」を召喚する能力を持つ。現存する数は一話時点で十一（セネルヴァ・テオリッタを抜いた数）。便宜上《女神》と呼ばれているが、クジラのような者や鉄の塊のような者、人間には理解できない形をとる者もおり、必ずしも女性体ではない。どの《女神》も戦いに関する高いプライドと高い承認欲求を持ち、人々のために奉仕しようとする。人に褒められたがる反面、人から否定されることを非常に恐れる。また、仕組みとして人間を攻撃することができない。使い手である騎士は、自らの体の一部を差し出すことでどちらかが死ぬまで続く契約とし、これがあって初めて力を発揮することができる。女神と聖騎士が双方から契約の破棄を宣言するか、女神が死ぬかで契約が解除される。召喚できる対象の限度を超えると糸が切れたように機能不全に陥り、最悪の場合死亡する。疲労は瞳の輝きと髪の毛から散る火花の強さで推し量ることができる。
聖騎士
女神を防衛し兵器として運営するための組織で、国のために戦っている。各部隊はそれぞれ後援者である貴族の紋章を縫い付けた青い旗を掲げる。一昔前は異なったようだが、現在は聖印によって身体能力を補えるため女性軍人も珍しくない。所属するのは貴族の出身か市民から取り立てられた者で、聖騎士団長になるのを許されるのは基本的には貴族のみ。ただ一部例外として叔父が大司祭であるキヴィアが挙げられる。印群で身を固めた万全の状態の騎士は、俗に歩兵百人分の働きをするといわれる。

### 魔王現象
魔王現象は、魔王を中心に発生する異形化のことを指す。人類と魔王現象は断続的な戦いを繰り返しており、作中で描かれるのは『第四次魔王討伐』と呼ばれる戦いである。第三次魔王討伐は少なくとも四百年以上昔の出来事と言われる。第四次魔王討伐において最初に魔王が確認されたのは物語開始時点から二十年と少し前の出来事で、それ以前は魔王現象は昔話の存在だと思われていた。現在人類の生息域の半分を奪っている。
魔王
魔王現象の触媒となり、周囲を汚染しながら移動する。個体ごとに特別な力と知性があり、戦術的に動く。生き物も無機物も土地も魔王になる可能性がある。
異形
魔王によって異形化した生物などのこと。とにかく凶暴で、他の生命体への見境ない攻撃を行う。神殿の学士によれば、「生き物の見ている悪い夢のようなものだから」大した頭脳はなく、魔王の命令がなくなると混乱し、秩序を失う。人間が異形になった場合ほかの生物以上に大きな変化があり、時間が経つごとに姿が人間から離れていく。

### 聖印
神殿曰く、神々が人類に与えた叡智。物体に刻みつけられると、太陽の光を動力源に人間の意思と生命力を火種にして起動する。熱を発する、異形化を防ぐなど、効果は様々。刻む一本の曲線のズレが精度に響いてしまうため、聖印を刻む作業は設計図を用意して数人がかりでやる職人芸とされる。
勇者の聖印
勇者の首に彫られたもの。勇者同士の遠距離通話が可能。勇者が聖騎士団に歯向かったり、命令違反を起こすとこの聖印によって殺害される。
ザッテ・フィンデ
熱と光の聖印であり、古い王国の言葉で「デカい飴玉」の意味を持つ。物体に聖印の『祝福』を浸透させ、破壊兵器に変える最新鋭の対魔王現象兵装の一つ。本気を出せば小さな家を一撃で吹き飛ばすほどの威力が出る。砲弾として媒介する物体が簡単に使用不能になってしまう難点がある。ザイロの手のひらに刻まれている。
飛翔印サカラ
古い王国の言葉でトンボの一種の意味を持つ。基本的な身体能力の強化を跳躍力に絞って上げたもので、ごく短時間ではあるが飛行に近い跳躍を可能とする。繰り返し使うと足に熱がこもり、冷却時間（ミューリッド要塞ではゆっくりとした深呼吸三回分くらい）が必要になる。強烈な蹴りに使うことも可能。人相手なら内臓を破壊できる様子。ザイロが所持。
焦土印
聖印を刻んだ木片の集合体であり、樽自体が木片を組み合わせた兵器。辺り一帯を更地にする威力を持つため、運び手となる数名とその土地が焼け野原になることを覚悟のうえで使う。安全装置の木片を何本か引き抜くことで起動でき、引き抜く数量で威力や爆破半径を絞ることが出来る。
切断の聖印
ノルガユがタツヤの斧に彫った聖印。機能している間は東方諸島の鋭利な刃に匹敵する切れ味をもつ。
守りの聖印
ゼワン＝ガン坑道で登場。魔王の精神汚染をわずかに和らげる機能を持つ。
破砕の聖印
ゼワン＝ガン坑道で登場。ささやかなもので、岩を一度か二度か軽く破壊できる力をもたらす。
ローアッド
探査印。音響により索敵をすることができる。聖騎士時代のザイロが所持。
カルジッサ
最大射程と破壊範囲がザッテ・フィンデより大きい聖印。聖騎士時代のザイロが所持。
ヤーク・リイド
城壁すら貫通する聖印。聖騎士時代のザイロが所持。
止血ができる聖印
ザイロがミューリッド要塞で「聖印で止血しとけ」と発言していた。詳細不明。
砕屑印
乾いた土を泥のようにする聖印。使用した付近が土地として使用不能になり復旧に時間がかかるため、戦場ではあまり使われない。
大聖印
円を書き、中心で断ち切るような仕草。神殿の礼拝などで行う。原初の聖印と呼ばれる。

### 印群
複数の聖印から形成される兵装のこと。
ベルク一種雷撃印群
ザイロに搭載された印群。設計コンセプトは空中戦。
追撃印群
設営型の大型杖に使われるもの。
掩撃印群
防御を主体とした印群。

### 聖印を使用した武器
軍が独占的に流通を掌握しており、一般に出回ることはほとんどない。所有資格は厳しく管理されており、製造数も限定的で、裏社会にも早々出回るものではないとされる。ほとんどがヴァークル開発公社が開発したもの。
ヒルケ
一昔前の雷杖。聖印によって雷を放つ。射出の射線と焦点を設定するのに熟練が必要なため、有効性は弩より少しマシ、程度。ドッタが装備。
設営型の雷杖
歩兵用よりも威力が高い。迫撃印群が搭載されている。破城槌に似ていて、組み上げて使うもの。聖印を刻んだ砲弾を、聖印の杖で加速させて飛ばす。連射はできず、蓄光量の限界から弾数も限られているが、異形をまとめて吹き飛ばす威力がある。『ザッテ・フィンデ』よりも出力も射程も大きい。「砲」とも呼ばれる。
ヒナギク
射程距離と破壊力に優れる、狙撃用の雷杖。使用すると先端が赤熱する。ノルガユに改造されたものをツァーヴが装備している。
印群甲冑
印群の刻まれた聖騎士たちの甲冑。炎を放つ。
ランテール
砲。聖印を刻んだ砲弾を射出する装置の一つ。砲弾にひねりを加えて射出し、飛距離を安定させる機構を備えている新型。

## 作風
本作は追放された人物が「勇者」と呼ばれている。作者は一度追放された主人公を再度「勇者」として扱うと構造が分かりにくくなるという懸念を感じていたことから、追放された人物のみを「勇者」として扱うことで懸念を解消させた。「勇者が蘇る」という設定はRPGの影響を受けていた作者が「敵に倒されても再び立ち上がるのが勇者」だという印象を持っていたことから採用されたものであるが、同時にただ復活するだけでは緊張感に欠けることから、復活には一定のペナルティを伴うという設定も追加で盛り込まれている。
登場人物を描く上で作者は、「悪い行い」と「嫌われる行為」を区別することを意識している。例えば、普段悪いことをしていても、後に痛い目を見ればその人物への悪い印象が最終的に緩和されるが、小動物を痛めつける行為となると「悪い＋嫌われる」といった印象が強くなるので、本作に登場する人物に嫌われる行為をさせないようにしている。また、複数のキャラクターを効果的に動かすためにまず「登場するキャラクター」「発生するイベント」「シーンの結末までの流れ」を決めて、そこから各キャラクターが各場面でどのような動きをするのかを具体的に決めている。
戦闘シーンを描く上で作者は、本作は戦闘が非常に多いことから、描写自体は簡潔に描くことを意識している。特にザイロに関しては複雑なアクションをする上に内面がかなり複雑なため、比喩描写や内面描写はなるべく省くようにしている。

## 制作背景
『エースコンバット7 スカイズ・アンノウン』に登場する懲罰部隊から着想が得られており、「素行に問題はあるけれど、腕前が確かな人たちが絶望的な現状を打破していく」という物語を執筆したかった作者自身の願望もあり、『カクヨム』にて本作の連載がスタートすることとなった。

## 評価
2021年4月にカクヨムアワード2020にて、カクヨムユーザー賞【ユーザー推薦部門】を受賞している。
2021年11月にラノベニュースオンラインアワード2021年9月刊で総合部門にて【総合部門】【熱かった部門】【新作総合部門】【新作部門】で四冠を達成している。
「次にくるライトノベル大賞2021」では総合部門とWEB発単行本部門で共に2位を獲得している。
『このライトノベルがすごい！』では2023年度版で単行本・ノベルズ部門3位、総合新作部門5位を獲得。

## 既刊一覧

### 小説
- ロケット商会（著）・めふぃすと（イラスト） 『勇者刑に処す 懲罰勇者9004隊刑務記録』 KADOKAWA〈電撃の新文芸〉、既刊7巻（2025年1月17日現在）
  1. 2021年9月17日発売[24]、ISBN 978-4-04-913903-7
  2. 2022年1月17日発売[25]、ISBN 978-4-04-914103-0
  3. 2022年8月17日発売[26]、ISBN 978-4-04-914443-7
  4. 2022年12月16日発売[27]、ISBN 978-4-04-914672-1
  5. 2023年8月17日発売[28]、ISBN 978-4-04-915168-8
  6. 2024年4月17日発売[29]、ISBN 978-4-04-915606-5
  7. 2025年1月17日発売[30]、ISBN 978-4-04-916024-6

### 漫画
- 井上菜摘 （漫画） ・ ロケット商会（原作） ・ めふぃすと（キャラクター原案） 『勇者刑に処す 懲罰勇者9004隊刑務記録』 KADOKAWA〈電撃コミックスNEXT〉、既刊2巻（2024年4月26日現在）
  1. 2022年12月9日発売[31][32]、ISBN 978-4-04-914726-1
  2. 2024年4月26日発売[33]、ISBN 978-4-04-915691-1

## テレビアニメ
2024年3月にテレビアニメ化が発表された。2025年10月期の放送を予定していたが、2026年1月期へ変更された。初回は60分の拡大放送となる。

### スタッフ
- 原作 - ロケット商会[9]
- 原作イラスト - めふぃすと[9]
- 監督 - 髙嶋宏之[35]
- シリーズ構成・脚本 - 猪原健太[35]
- 助監督・クリーチャーデザイン - 中小路佳毅[35]
- キャラクターデザイン - 野田猛[35]
- 世界観設定 - 池信孝[35]
- プロップデザイン - 須川康太[35]
- 音楽 - 滝澤俊輔[35]
- アニメーション制作 - スタジオKAI[9]
- 製作 - 勇者刑に処す製作委員会[35]